# 1722 w polityce

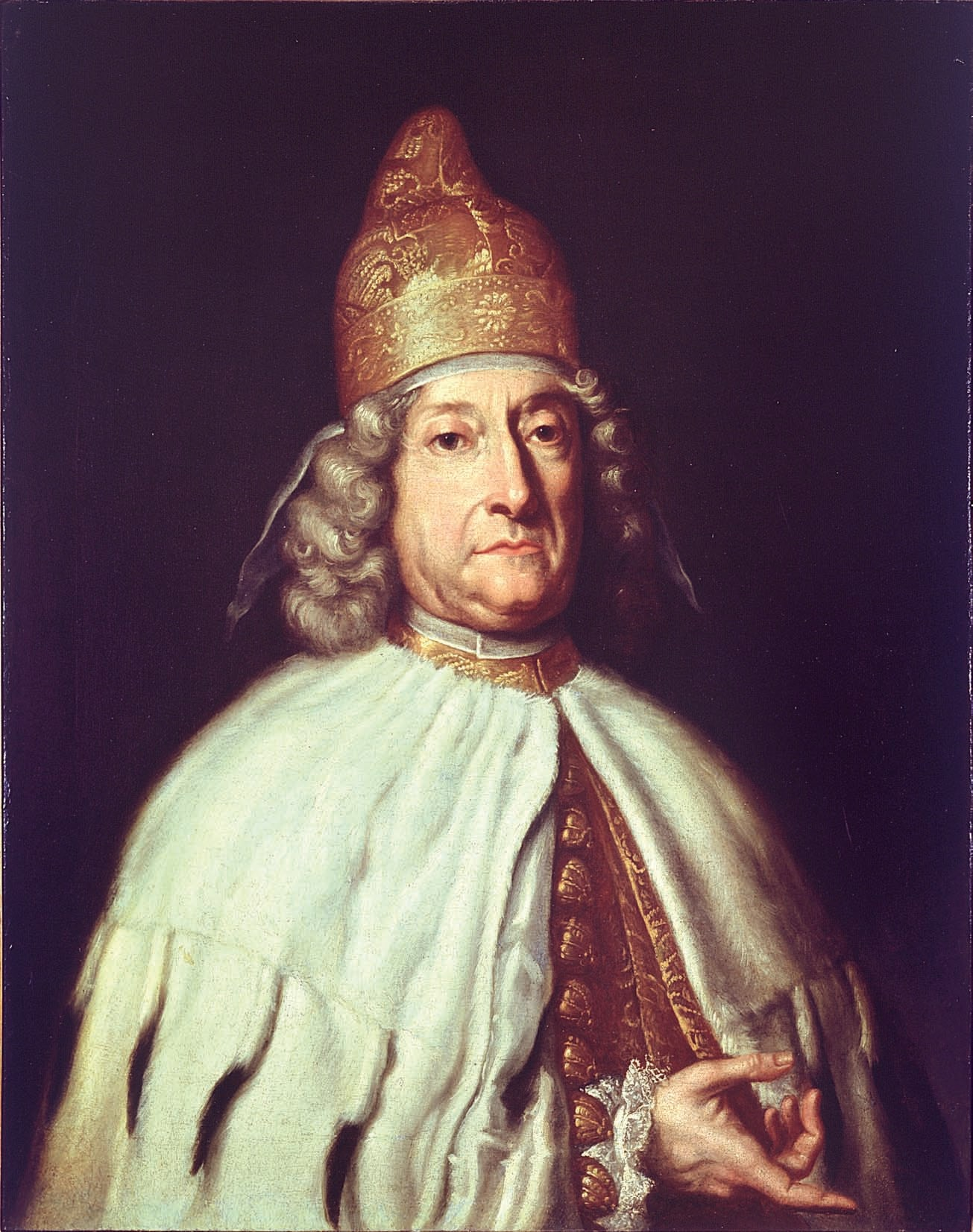
Giovanni Cornaro

Wydarzenia polityczne w 1722 roku.

## Zmarli
- Giovanni Cornaro, doża Wenecji[1].